# Grabówka (powiat opolski)
Grabówka – wieś w Polsce położona w województwie lubelskim, w powiecie opolskim, w gminie Opole Lubelskie.
W latach 1975–1998 wieś należała administracyjnie do województwa lubelskiego.
Wieś stanowi sołectwo w gminie Opole Lubelskie. Według Narodowego Spisu Powszechnego z roku 2011 wieś liczyła 187 mieszkańców.

## Części wsi
| SIMC    | Nazwa | Rodzaj    |
| ------- | ----- | --------- |
| 1022877 | Linia | część wsi |

## Historia
Grabówka w wieku XIX stanowiła wieś w powiecie nowoaleksandryjskim, gminie i parafii Opole. Według spisu z roku 1827 we wsi było 40 domów i 203 mieszkańców.